# L'École romantique
L'École romantique est un essai d'Heinrich Heine publié en 1836 par Hoffmann &  Campe.
Heine voulait donner une autre idée de la littérature romantique allemande que celle délivrée par Germaine de Staël dans son livre De l’Allemagne (1813).

## Contenu
L'École romantique est divisée en trois volumes. Le premier concerne la période du Moyen Âge jusqu'à Goethe. Les deux autres sont constitués de portraits des philosophes et poètes les plus importants du Romantisme. 
Le second volume traite des frères Friedrich et August Schlegel ainsi que des premiers romantiques Ludwig Tieck, Novalis et du philosophe Schelling. Le troisième volume aborde les romantiques tardifs depuis Achim von Arnim jusqu'à Ludwig Uhland.

## Analyse
En liant littérature et politique, Heine définit le rôle des écrivains et des intellectuels modernes. En ce qui concerne la poésie, son attitude envers les romantiques est toujours restée ambivalente et nourrie par une nostalgie secrète.
Heine établit un tableau littéraire avant tout destiné aux Allemands, mais il critique aussi les frères Schlegel, le catholicisme allemand dans lequel il voit l'origine du despotisme, le nationalisme germanique. L'ouvrage fut interdit dans de nombreux États allemands.

## Citations
" Goethe est mort ; les dieux s'en vont. "
Dans L'École romantique, Heine voulait "faire tout son possible pour faire connaître aux Français la vie spirituelle des Allemands ; c'est l'actuel devoir de mon existence et peut-être ai-je plus généralement pour mission pacifique de rapprocher les peuples. C'est bien ce que les aristocrates craignent le plus. En détruisant les préjugés nationaux, en anéantissant l'étroitesse d'esprit patriotique, leur meilleur moyen d'oppression disparaît. C'est pourquoi je suis le cosmopolite incarné, je sais que ce sera finalement l'opinion générale en Europe et donc je suis convaincu que j'ai plus d'avenir que nos nationalistes allemands, ces mortels individus qui n'appartiennent qu'au passé ".